# Nafiz Gürman

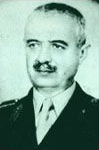
General Nafiz Gürman

Abdurrahman Nafiz Gürman (* 1883 in Bodrum, Provinz Muğla; † 6. Februar 1966 in Ankara) war ein General der türkischen Streitkräfte (Türk Silahlı Kuvvetleri) und zwischen 1949 und 1950 Chef des Generalstabes war.

## Leben

### Ausbildung zum Offizier und Generalstabsoffizier
Gürman absolvierte nach dem Schulbesuch eine Ausbildung zum Offizier an der Heeresschule (Harp Okulu), die er 1903 abschloss. Nach Abschluss der Heeresakademie (Harp Akademisi) wurde er zunächst Offizier im Stab des 77. Regiments und danach erst Lehrassistent an der Heeresschule in Bagdad sowie anschließend Lehrassistent an der Heeresschule in Edirne, ehe er Verwendung als Offizier im Stab des 44. Regiments fand. Im Vorfeld des Ersten Weltkrieges nahm er an den Balkankriegen sowie am Italienisch-Türkischen Krieg 1912 teil. Nach einer Verwendung als Offizier im Stab des 44. Bataillons wurde er Kommandant der Festung İşkodra und danach erst Kommandeur des 10. Schützenbataillons sowie anschließend Kommandeur des Unteroffiziersausbildungsbataillons. Für seine Verdienste im Ersten Weltkrieg wurde ihm neben dem Eisernen Halbmond auch das Eiserne Kreuz verliehen.
Im Anschluss war Gürman Chef des Stabes der 26. Division und geriet als Offizier der Afrika-Gruppe der Streitkräfte am 8. März 1919 in Gefangenschaft, in der er sich bis zum 8. Oktober 1919 befand. Während des türkischen Befreiungskrieges geriet er während eines Fronteinsatzes in Akhisar erneut in Gefangenschaft und übernahm nach seiner Rückkehr am 8. Februar 1921 die Funktion als Chef des Stabes des 1. Korps in Anatolien. Im Anschluss wurde er Befehlshaber der 1. Division in Thrakien.

### Aufstieg zum General
1926 wurde Gürman zum Generalmajor (Tümgeneral) befördert und übernahm die Funktion des Kommandierenden Generals des 3. Korps. Nach seiner Beförderung zum Generalleutnant (Korgeneral) wurde er 1930 zunächst Kommandierender General des 9. Korps sowie danach Unterstaatssekretär im Ministerium für Nationale Verteidigung (Millî Savunma Bakanlığı) und im Anschluss Kommandierender General des 4. Korps, ehe er am 20. Dezember 1939 als Nachfolger von General İzzettin Çalışlar kommissarischer Oberbefehlshaber der 2. Armee wurde.
Nach seiner Beförderung zum General (Orgeneral) wurde er offiziell Oberbefehlshaber der 2. Armee und übte diese Position bis zu seiner Ablösung durch General İshak Avni Akdağ am 19. Dezember 1943 aus. Er wechselte 1943 in den Generalstab und wurde zugleich Mitglied des Obersten Militärrates.
Am 10. Juni 1949 wurde General Gürman Nachfolger von Salih Omurtak als Chef des Generalstabes der Streitkräfte (Genelkurmay Başkanı). Auf diesem Posten blieb er bis zum 6. Juni 1950 und wurde dann von General Nuri Yamut abgelöst. Er blieb formell noch Mitglied des Obersten Militärrates, ehe er am 6. Juli 1950 offiziell in den Ruhestand verabschiedet wurde.
Gürman war mit Sabiha Gürman verheiratet und wurde nach seinem Tod auf dem Türkischen Staatsfriedhof (Devlet Mezarlığı) in Ankara beigesetzt.